# Partito Federalista (Stati Uniti d'America)
Il Partito Federalista (in inglese Federalist Party), noto anche come il partito pro-amministrazione (Pro-Administration Party), fu uno dei primi partiti nati negli Stati Uniti d'America.
Il partito fu fondato nel 1789 da Alexander Hamilton, ministro del tesoro nell'amministrazione Washington, che costruì una rete di sostenitori delle sue politiche economiche nelle principali città. La formazione creata da Hamilton prese il nome di Federalisti. Al centro del programma del partito era la realizzazione di un forte governo centrale, atto a favorire lo sviluppo di commercio e industria.
Coloro che appoggiavano il rivale di Hamilton, Thomas Jefferson, chiamati jeffersoniani e successivamente anche "Anti Federalisti", presero il nome di "Repubblicani" o "Partito Democratico-Repubblicano". Vi erano differenze anche in politica estera: Hamilton era filobritannico, mentre Jefferson filofrancese.
L'unico presidente degli Stati Uniti effettivamente iscritto al partito federalista fu John Adams, vincitore delle elezioni del 1796. I Federalisti governarono fino al 1801. Subirono un grave contraccolpo dalla morte in duello del loro leader Hamilton per mano dell'allora vicepresidente Aaron Burr, nel 1804. L'ultimo candidato federalista alla presidenza si presentò alle elezioni del 1816. 
All'inizio degli anni venti del XIX secolo i Federalisti scomparvero dal panorama politico statunitense per confluire nel Partito Repubblicano Nazionale, progenitore del Partito Whig, nato nel 1833.

## Programma

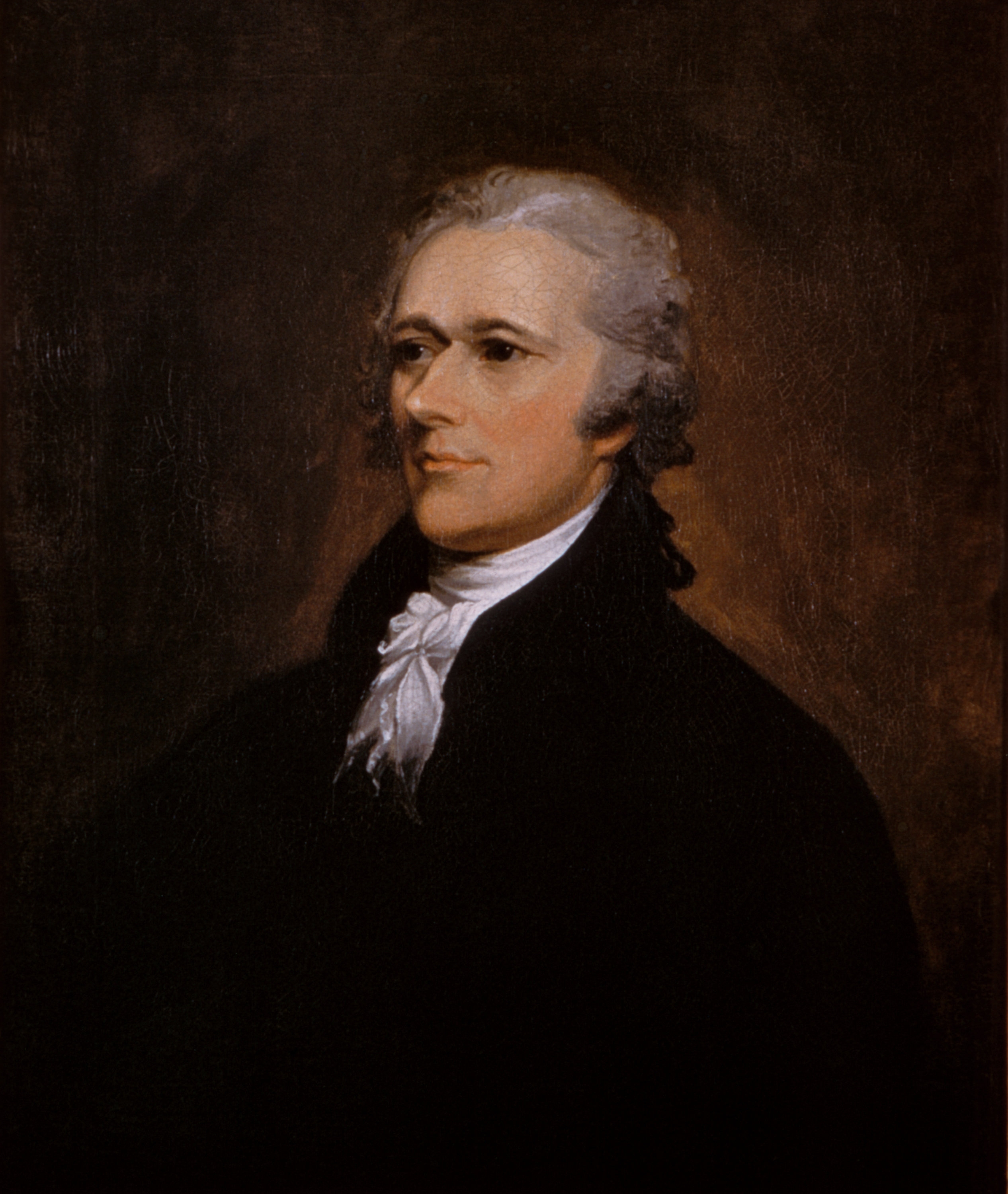
Alexander Hamilton, importante capo politico Federalista

I federalisti rappresentavano gli imprenditori e i commercianti delle grandi città che sostenevano un forte governo nazionale. Il partito fu strettamente legato alla modernizzazione, alla urbanizzazione e alle politiche finanziarie di Alexander Hamilton. Queste politiche inclusero il finanziamento del debito pubblico e anche l'assunzione dei debiti contratti dagli Stati durante la guerra d'indipendenza, la creazione di una Banca nazionale degli Stati Uniti, il sostegno della produzione e dello sviluppo industriale, e l'uso di una tassa per il finanziamento del Tesoro.
In politica estera i federalisti si opposero alla Rivoluzione francese, si impegnarono nella "guerra navale nascosta" con la Francia nel 1798-1799, cercarono di mantenere buone relazioni con la Gran Bretagna e di mantenere un forte esercito e una potente marina.
Ideologicamente la polemica tra repubblicani e federalisti derivava da una differenza di principio e di stile. I Repubblicani di quel periodo erano invece diffidenti nei confronti della Gran Bretagna, dei banchieri, dei mercanti e a favore di una più forte autonomia dei singoli stati e di un ridotto potere del governo nazionale.
Dopo il 1816 alcuni ex federalisti come James Buchanan e Roger B. Taney divennero democratici di matrice jeffersoniana.